# José Gabriel del Rosario Brochero
José Gabriel del Rosario Brochero, T. O. S. D. (16. března 1840, Santa Rosa de Río Primero – 26. ledna 1914, Villa Cura Brochero) byl argentinský římskokatolický kněz a dominikánský terciář. Katolická církev jej uctívá jako světce.

## Život

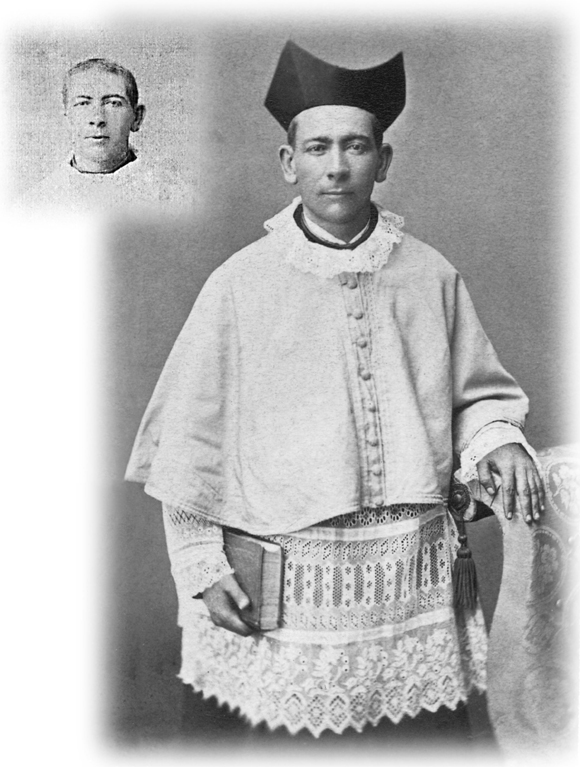
Fotografie sv. José Gabriel del Rosario Brochero (asi 1866)

Narodil se dne 16. března 1840 v argentinském městečku Santa Rosa de Río Primero jako čtvrté z deseti dětí rodičům Ignaciovi Brocherovi a Petroně Davilové. Z jeho sourozenců byly dvě sestry a osm bratrů. Obě dvě jeho sestry se staly řeholnicemi. Pokřtěn byl den po narození 17. března.
Dne 5. března 1856 zahájil své studium na kněžském semináři. Dne 16. července 1862 mu byla provedena tonzura. Dne 26. května 1866 byl vysvěcen na podjáhna a dne 21. září 1866 na jáhna. Dne 26. srpna 1866 vstoupil do III. dominikánského řádu. Dne 4. listopadu 1866 byl biskupem Josém Vicentem Ramírezem de Arellanem vysvěcen na kněze. Dne 10. prosince 1866 pak sloužil svoji primiční mši svatou. Později se stal prefektem kněžského semináře a dne 12. listopadu 1869 mu byl udělen titul magistr filozofie.

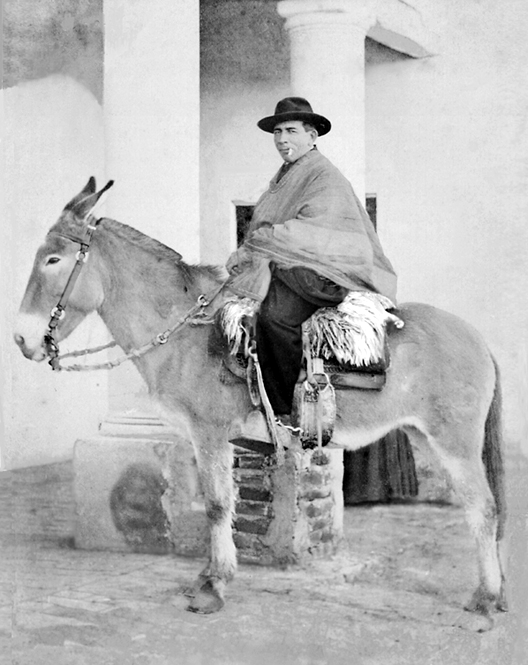
Sv. José Gabriel del Rosario Brochero na hřbetu muly

Roku 1867 pomáhal během epidemie cholery. Roku 1875 založil domov, určený pro péči o chudé obyvatelstvo (otevřen roku 1877) a roku 1880 založil školu pro dívky. Spoustu času věnoval na cestách za lidmi, aby jim pomohl a poskytl svátosti, jelikož farnosti zde byly rozlehlé a bez potřebné infrastruktury. Tyto cesty obvykle absolvoval na hřbetu své muly. Během svého kontaktu s lidmi se nakazil leprou. Ke konci života pak v důsledku této nemoci částečně oslepl a ohluchl.

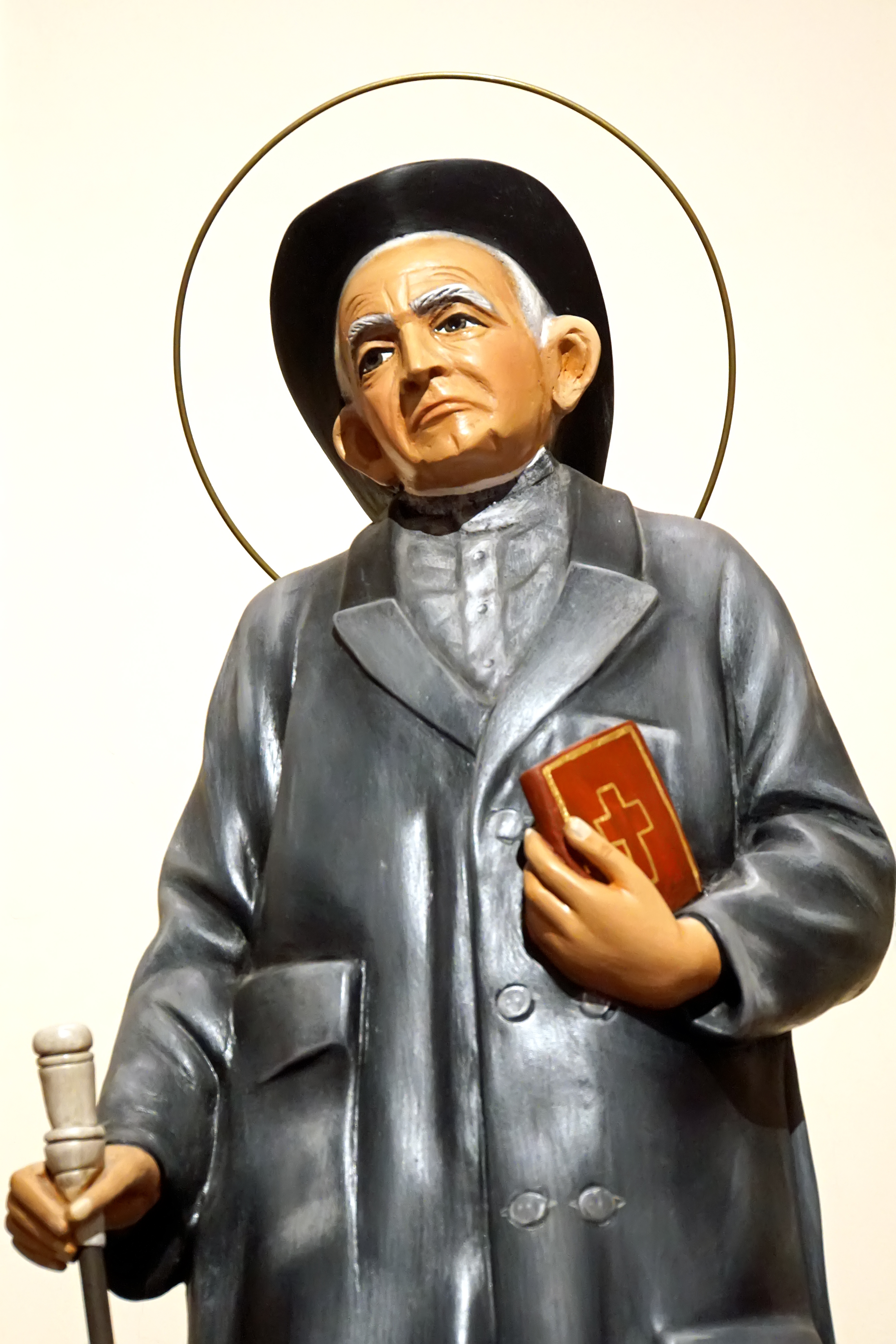
Soška

Dne 24. dubna 1898 byl jmenován kanovníkem při katedrále Nanebevzetí Panny Marie v Córdobě. Tohoto úřadu se ujmul 30. května téhož roku. Roku 1902 byl poslán do Villa del Transito, kde opět sloužil mezi lidmi. Roku 1908 se ze zdravotních důvodů vzdal své funkce ve farnosti a nějaký čas žil se svými sestrami na odpočinku v Córdobě. Roku 1912 se do Villa del Transito vrátil, aby zde pracoval na zlepšení infrastruktury, o kterou se zde velmi zasloužil.

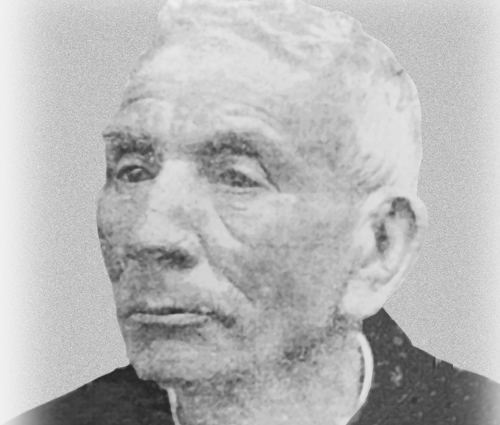
Fotografie sv. José Gabriel del Rosario Brochero (okolo roku 1910)

Zemřel na lepru dne 26. ledna 1914 ve Villa del Transito. Pohřben je v Córdobě.

## Úcta
Jeho beatifikační proces byl zahájen dne 17. března 1967, čímž obdržel titul služebník Boží. Dne 19. dubna 2004 jej papež sv. Jan Pavel II. podepsáním dekretu o jeho hrdinských ctnostech prohlásil za ctihodného. Dne 20. prosince 2012 byl uznán první zázrak na jeho přímluvu, potřebný pro jeho blahořečení.
Blahořečen pak byl dne 14. září 2013 v Córdobě. Obřadu předsedal jménem papeže Františka kardinál Angelo Amato. Dne 21. ledna 2016 byl uznán druhý zázrak na jeho přímluvu, potřebný pro jeho svatořečení. Svatořečen pak byl spolu s několika dalšími světci dne 16. října 2016 na Svatopetrském náměstí papežem Františkem.
Jeho památka je připomínána 26. ledna. Bývá zobrazován v kněžském oděvu. Je patronem Córdoby, tamějšího kněžského semináře, argentinských duchovních a diecéze Cruz del Eje.

### Reference

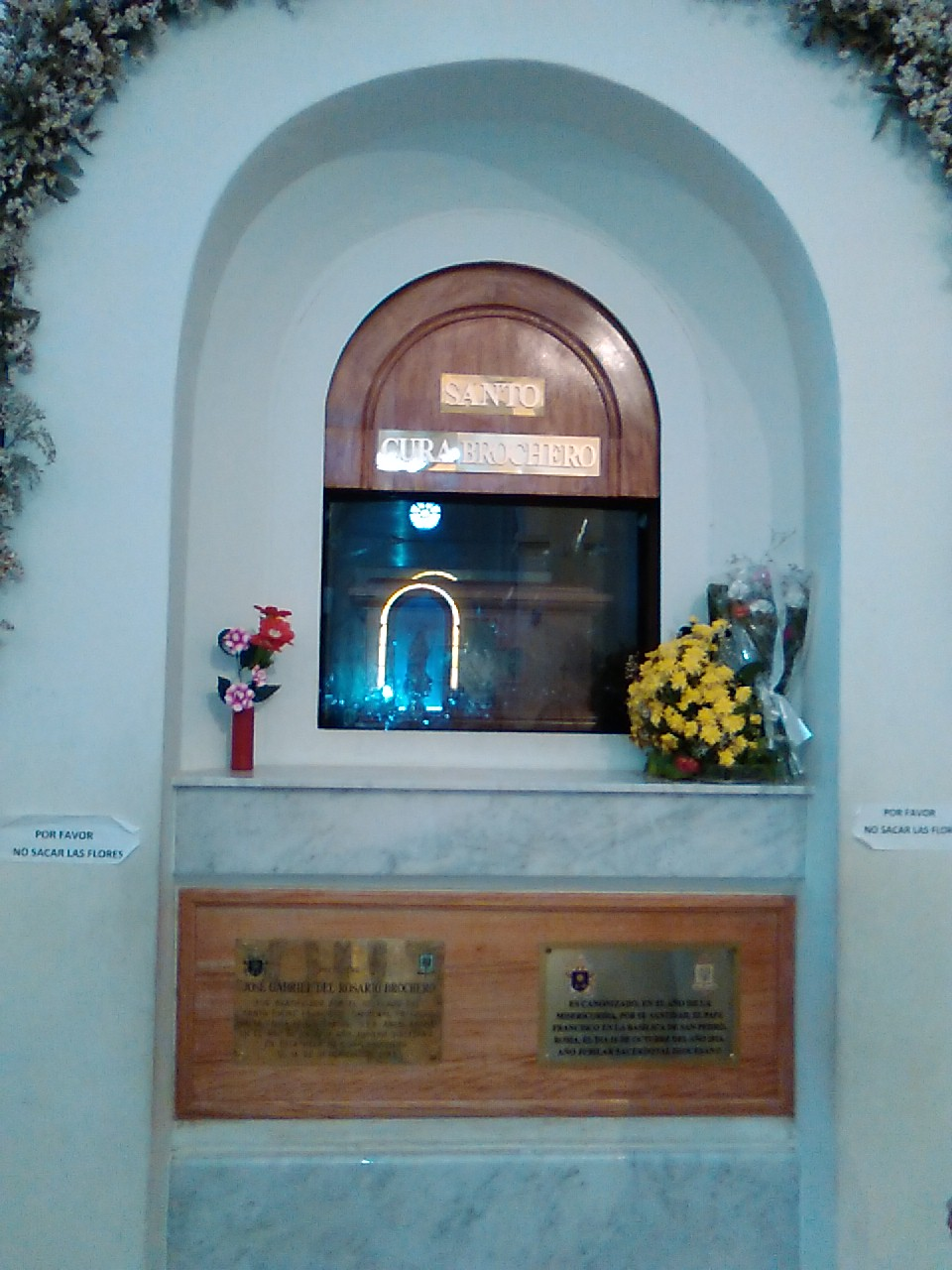
Urna v Córdobě, obsahující ostatky sv. José Gabriel del Rosario Brochero

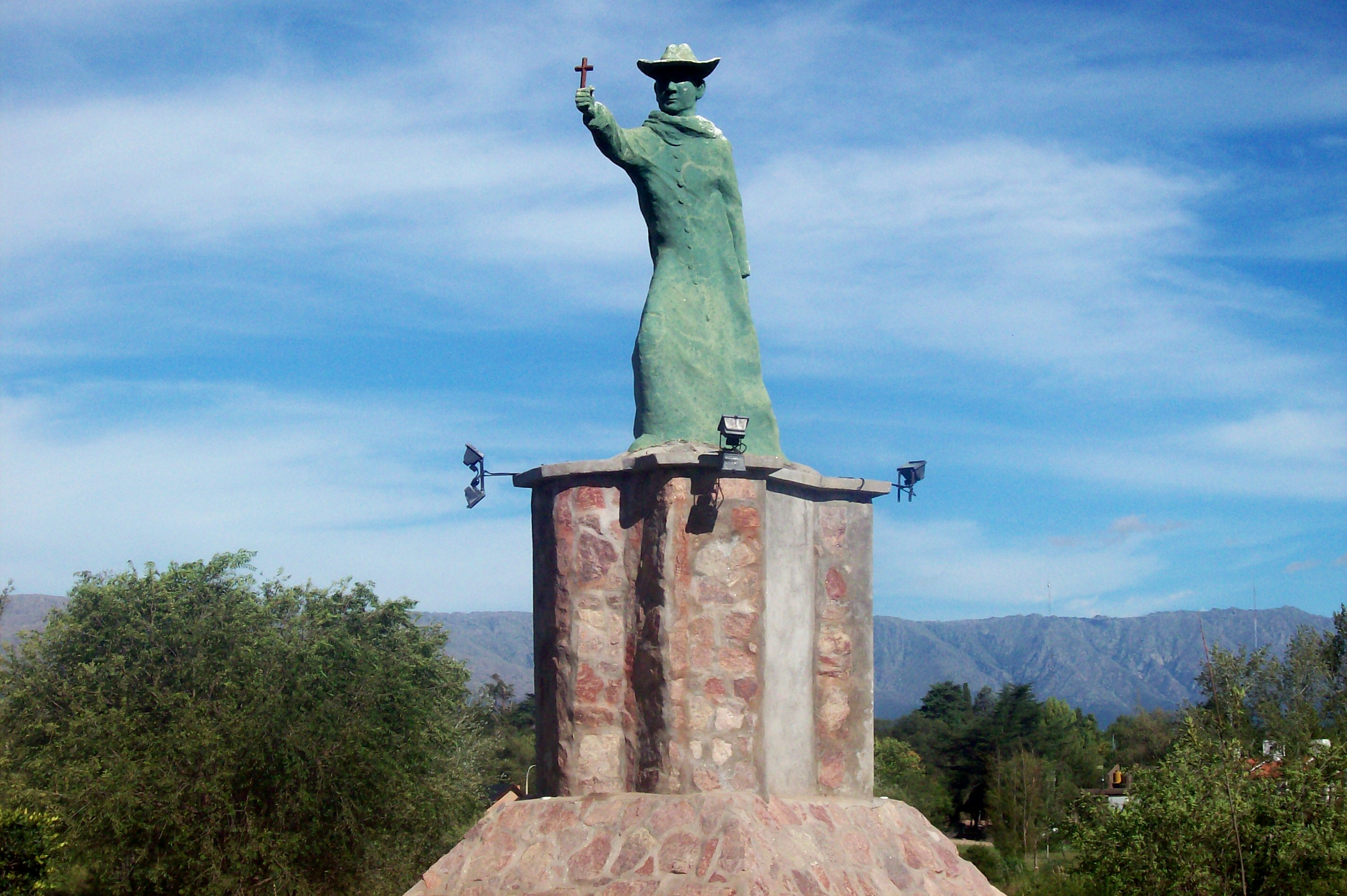
Památník sv. José Gabriel del Rosario Brochero